# Người Tatar Krym
Người Tatar Krym hay người Krym (tiếng Tatar Krym: къырымтатарлар, chuyển ngữ: Qırımtatarlar, tiếng Thổ Nhĩ Kỳ: Kırım Tatarları, tiếng Nga: Крымские Татары, крымцы, tiếng Ukraina: Кримськi Татари, кримцi) là một dân tộc Turk hình thành trên bán đảo Krym trong khoảng thời gian thế kỷ XIII-XVII, với gốc gác chính là các tộc người Turk theo Hồi giáo xâm chiếm đất người Hy Lạp sống vào thế kỷ XX, hợp với cư dân tiền Cuman. Từ năm 2014, người Tatar Krym được công nhận là một dân tộc bản địa của Ukraina. Họ đồng thời cũng được coi là một dân tộc bản địa của Nga. Người Tatar Krym chiếm phần đông dân cư bán đảo Krym từ lúc hình thành đến giữa thế kỷ XIX, và nói chung vẫn là dân tộc lớn nhất cho tới cuối thế kỷ đó. Gần như ngay khi Krym được giải phóng, vào tháng 5 năm 1944, Ủy ban Quốc gia Phòng vệ Liên Xô quyết định trục xuất toàn bộ người Tatar khỏi Krym, gồm cả gia đình người Tatar Krym làm việc cho quân đội Liên Xô, đến Trung Á, chủ yếu tới Uzbekistan. Từ năm 1967, một số được phép về Krym, và vào năm 1989 Xô viết Tối cao Liên Xô tuyên bố rằng sự trục xuất này là vô nhân đạo. Ngày nay, người Tatar Krym chiếm chừng 12% dân số Krym. Vẫn còn những cộng đồng người Krym ở Thổ Nhĩ Kỳ và Uzbekistan.

## Phân bố
Theo điều tra dân số Ukraina gần đây nhất (2001), 248.200 công dân Ukraina khai nhận mình là người Tatar Krym, trong 98% (chừng 243.400) sống ở Cộng hòa Tự trị Krym. 1.800 người (hay 0,7% số người tự nhận là người Tatar Krym) sống ở thành phố Sevastopol, cũng trên bán đảo Krym, nhưng nằm ngoài nước cộng hòa tự trị. Chừng 150.000 người Tatar Krym sống ở Trung Á, chủ yếu tại Uzbekistan. Theo thông số chính thức thì có 150.000 người Tatar Krym ở Thổ Nhĩ Kỳ (một số nhà hoạt động xã hội cho rằng có tận 6 triệu người). Đa số người Tatar Krym tại Thổ Nhĩ Kỳ sống tại tỉnh Eskişehir, hậu duệ của những người nhập cư từ thế kỷ XVIII, XIX và đầu XX. Vùng Dobruja giữa România và Bulgaria cũng có người Tatar Krym sinh sống.